# Flesh and Blood (1922)
Flesh and Blood é um filme norte-americano de 1922, do gênero drama, estrelado por Lon Chaney e dirigido por Irving Cummings. Impressões do filme existem e são conservadas na EmGree Film Library.

## Elenco
- Lon Chaney - David Webster
- Edith Roberts
- Noah Beery, Sr. - Li Fang
- DeWitt Jennings - Detetive Doyle
- Ralph Lewis - Fletcher Burton
- Jack Mulhall - Ted Burton
- Togo Yamamoto
- Kate Price
- Wilfred Lucas - Policial